# Voetbalkampioenschap van de Filipijnen
Het nationale voetbalkampioenschap van de Filipijnen is gestart in 1911.
Er wordt in meerdere regionale poules gespeeld waarvan de winnaars via een play-off om het kampioenschap spelen. Het kampioenschap is niet consistent en werd ook periodes niet gespeeld. De nummer laatst degradeert naar het tweede, en laagste, niveau.

## Deelnemers 2020
- ADT (Filipijns voetbalelftal onder 23)
- Ceres–Negros
- Global Makati
- Kaya FC–Iloilo
- Mendiola
- Stallion Laguna

## Kampioenen
- 1911    All Manila
- 1912    Bohemian Club (Manilla)
- 1913    Bohemian Club (Manilla)
- 1914    Nomads SC (Parañaque)
- 1915    Bohemian Club (Manilla)
- 1916    Bohemian Club (Manilla)
- 1917    Bohemian Club (Manilla)
- 1918    Bohemian Club (Manilla)
- 1919    niet gespeeld
- 1920    Bohemian Club (Manilla)
- 1921    Bohemian Club (Manilla)
- 1922    Bohemian Club (Manilla)
- 1923    Ferencváros TC
- 1924    Cantabria
- 1925    International
- 1926    Ateneo FC (Manilla)
- 1927    Bohemian Club (Manilla)
- 1928    San Beda College
- 1929    Peña Iberica
- 1930    San Beda Athletic Club
- 1931    San Beda Athletic Club
- 1932    San Beda Athletic Club
- 1933    San Beda Athletic Club
- 1934    University of Santo Tomas
- 1935    Malaya Command (Singapore)
- 1936-50 niet gespeeld
- 1951-66 onbekend
- 1967    Manila Lions FC
- 1968-80 onbekend
- 1980/81 CDCP (Manilla)
- 1981/82 Navy
- 1982/83 Air Force
- 1983/84 San Miguel Corporation (Mandaluyong)
- 1985    Air Force
- 1986    onbekend
- 1987    Dumaguete FC
- 1988    M Lhuillier Jewellers FC (Cebu)
- 1989    Air Force
- 1990    Bacalod FC
- 1991    Navy
- 1992-93 onbekend
- 1994    Pasay City
- 1995    Makati
- 1996    onbekend
- 1997    Air Force Hawks
- 1998    NCR South
- 1999    NCR-B (Navy en Air Force combinatie)
- 2000-03  onbekend
- 2004    NCR
- 2005    NCR
- 2006    Negros Occidental FA
- 2007    NCR
- 2008/09 Philippine Army FC
- 2009/10 Air Force Rider
- 2010/11 Air Force Rider
- 2012 Global FC
- 2013 Stallion FC
- 2014 Global FC
- 2015 Ceres - La Salle FC
- 2016 Global FC
- 2017 Ceres - Negros (Ceres La Salle heeft naam veranderd)
- 2018 Ceres - Negros
- 2019 Ceres - Negros
- 2020 United City (Ceres - Negros heeft naam veranderd)